# W FACE 〜inside・outside〜
- 倖田來未 > ディスコグラフィ > W FACE 〜inside〜
- 倖田來未 > ディスコグラフィ > W FACE 〜outside〜

『W FACE 〜inside〜』（ダブル・フェイス・インサイド）及び『W FACE 〜outside〜』（ダブル・フェイス・アウトサイド）は、日本の歌手・倖田來未の13枚目及び、14枚目となるオリジナル・アルバム。2017年3月8日にrhythm zoneより2枚同時にリリースされた。ここでは、『W FACE 〜inside〜』と『W FACE 〜outside〜』の項目についても参照する。

## 概要
オリジナル・アルバムとしては『WALK OF MY LIFE』以来約2年ぶりで、2枚同時アルバムとしてのリリースは2009年に発売された『KODA KUMI DRIVING HIT'S』と『OUT WORKS & COLLABORATION BEST』以来となる。
両アルバム共にCDには各10曲ずつ計20曲が収録され、DVD及びBlu-rayには同内容のミュージック・ビデオが6曲収録されている。なおシングル曲は一切含まれておらず、デビュー17年目にして初となる全曲未発表の新曲で構成されたアルバム。

## コンセプト
2つの作品のコンセプトは「二面性」。2枚をまったく異なるテイストの楽曲たちで構成し、倖田來未の持つアグレッシブな側面とエモーショナルでポップな側面、リアリティのある等身大の倖田來未の世界とエンターテインメントにおける倖田來未の世界、歌謡曲/J-POPと洋楽/ブラックミュージックの2つの音楽的ルーツといった二面性を表現している。

## 制作背景
初めは2枚の対称性までも考えて楽曲を作ろうとしていたため、『〜inside〜』と『〜outside〜』にそれぞれ、アルバムの顔となる曲（「BRIDGET SONG」と「W FACE」）、アップソング（「Bring it on」と「Ultraviolet」）、ミッドバラード（「喜びのかけら」と「Damn real」）、同じピアノ始まる曲（「Stand by you」と「Heatless」）というように対になる楽曲が存在する。
W FACE 〜inside〜
13枚目のオリジナルアルバム。デビューするまでの17年間歌謡曲で育ち、歌謡曲を自分のルーツだと言う倖田來未の歌謡曲/J-POPの邦楽的側面を表現したアルバム。エモーショナルなバラードから軽快なポップソングまで、歌謡ポップサウンドを踏襲したものとなっている。歌詞を大事にした日本人作家による生演奏と打ち込みを併用した楽曲で構成されている。
収録曲「My fun」はCharaがサウンドプロデュースを手がけている。
W FACE 〜outside〜
14枚目のオリジナルアルバム。16歳の夏にオーディションに受かってデビューが決まってから勉強も含めて聴き出してちょうど17年が経ち、倖田來未にとって新たな音楽的ルーツとなったR&B/Hip Hopという洋楽をベースにした楽曲を収録。海外作家による音数を大幅に減らすことを念頭に置いた音作りで、トラック数が極端に少なく、歌詞で聴くというタイプではない楽曲で構成されている。ダンストラックから、HIP HOP、R&B、 ピアノ1本でシンプルに歌い上げるバラードまで、多種多様なサウンドバリエーションが表現された作品となっている。
収録曲「Cupcake」にはAKLOがゲストボーカルで参加している。

## チャート成績
『W FACE 〜outside〜』と『W FACE 〜inside〜』がそれぞれ初週2万246枚、2万157枚を売り上げ、3月20日付でオリコン週間アルバムランキング1位と2位にランクインした。女性ソロアーティストがオリジナルアルバムで1・2位を独占したのは、藤圭子が『新宿の女/“演歌の星”藤圭子のすべて』と『女のブルース』（1970年7/27付）で記録して以来、46年8ヶ月ぶり2人目の快挙。ベスト盤を含めると、浜崎あゆみ、JUJU、西野カナが達成している。個人としてはアルバム首位獲得は通算11作目で、オリジナル盤では9作連続となる。

## 収録曲

### W FACE 〜inside〜
1. BRIDGET SONG [3:59]
作詞・作曲：Hi-yunk
編曲：UTA, Hi-yunk
2. Bring It On [3:08]
作詞：Kumi Koda、BACK-ON
作曲・編曲：BACK-ON
3. 喜びのかけら [4:25]
作詞：Kumi Koda、Kousuke Morimoto
作曲：Kousuke Morimoto
編曲：Masanori Shimada
4. Stand by you [5:49]
作詞：Kumi Koda
作曲・編曲：Hi-yunk, UTA
5. 好きでして [3:54]
作詞：Kumi Koda、Shinjiro Inoue
作曲：Shinjiro Inoue
編曲：Atsushi Yuasa
6. 君想い [5:16]
作詞：Kumi Koda、Yoko Kuzuya
作曲：Yoko Kuzuya、Mitsuki Shiokawa、SAYALA
編曲：Mitsuki Shiokawa
(strings：Shika Udai)
59thシングルのカップリング曲。
7. On my way [4:41]
作詞：Kumi Koda
作曲：Ryuji Yamamoto
編曲：Shinjiro Inoue
8. What's Up [3:21]
作詞：Kumi Koda
作曲：Katsuhiko Yamamoto
編曲：Kenichi Asami、Hi-yunk
9. Promise you [4:39]
作詞：Kumi Koda、Hi-yunk
作曲：Hi-yunk
編曲：UTA、Hi-yunk
10. My fun [4:02]
作詞：Kumi Koda、Chara
作曲・編曲：Chara

### W FACE 〜outside〜
1. W FACE [3:17]
作詞：Kumi Koda
作曲・編曲：Andrew Goldstein, Jesse St.John, Lola Blanc
2. Ultraviolet [3:43]
作詞：Kumi Koda, Valeria Del Prete, Sean Alexander
作曲・編曲：Valeria Del Prete, Sean Alexander
3. Insane [3:10]
作詞：Kumi Koda, Che Pop, Ronny Svendsen, Anne Judith Wik, Rewan Riko, Claus Holm
作曲・編曲：Che Pope, Ronny Svendsen, Anne Judith Wik, Rewan Riko, Claus Holm
4. Damn real [4:16]
作詞：Kumi Koda
作曲・編曲：Ava1anche, Ryohei Yamamoto
5. Heartless [3:35]
作詞：Kumi Koda, Lindy Robbins, Emanuel Kiriakou, Shanna Crooks
作曲・編曲：Lindy Robbins, Emanuel Kiriakou, Shanna Crooks
6. Bassline [3:17]
作詞：Kumi Koda, Che Pope, Nermin Harambasic, Ronny Svendsen, Anne Judith Wik, Claus Holm
作曲・編曲：Che Pope, Nermin Harambasic, Ronny Svendsen, Anne Judith Wik, Claus Holm
7. Shhh! [3:17]
作詞：Kumi Koda, Jamie Sellers, Nicole Simpson
作曲・編曲：Jamie Sellers, Nicole Simpson
59thシングル。
8. Bangerang [3:23]
作詞：Kumi Koda, Viktoria Hansen, Levi Lennox
作曲・編曲：Viktoria Hansen, Levi Lennox
9. Wicked Girls [2:41]
作詞：Yuka Otsuki, Kumi Koda
作曲・編曲：Yuka Otsuki
10. Cupcake feat.AKLO [2:13]
作詞：Kumi Koda, Dylan Kelly
(rap詞：AKLO)
作曲・編曲：Dylan Kelly

### DVD・Blu-ray【inside・outside共通】
1. Ultraviolet / MUSIC VIDEO [3:41]
2. Insane / MUSIC VIDEO [3:08]
3. Bassline / MUSIC VIDEO [3:15]
4. Wicked Girls / MUSIC VIDEO [2:41]
5. BRIDGET SONG / MUSIC VIDEO [3:55]
6. Promise you / MUSIC VIDEO [4:32]

## タイアップ (「W FACE 〜inside〜」のみ)
- Jリーグ サガン鳥栖 オフィシャルソング (#2)
- AOKI フレッシャーズ2017 TVCMソング (#3)
- 株式会社SANKYO・パチンコ機「FEVER KODA KUMI 〜LEGEND LIVE〜」(#6)
- 東海テレビ制作・フジテレビ系オトナの土ドラ「真昼の悪魔」主題歌 (#7)
- LIXIL住宅研究所「アイフルホーム」TVCMソング (#9)

## その他の収録アルバム (シングル曲除く)
W FACE 〜outside〜
- Ultraviolet
  - 『MY NAME IS...』(ファンクラブ限定盤)

## 収録ライブ映像 (シングル曲除く)
W FACE 〜inside〜
- BRIDGET SONG
  - 『KODA KUMI LIVE TOUR 2017 〜W FACE〜』
  - 『KODA KUMI 20th ANNIVERSARY TOUR 2020 MY NAME IS...』(Bonus Footage、ファンクラブ限定盤)
- Bring It On
  - 『Koda Kumi Fanclub Live Tour～Let's Party Vol.2～』(Bon Voyage、ファンクラブ限定盤)
※「BRING IT ON」と表記。
  - 『Koda Kumi Hall Tour 2014 〜Bon Voyage〜』
※「BRING IT ON」と表記。
  - 『Koda Kumi 15th Anniversary Live Tour 2015 〜WALK OF MY LIFE〜』
※「BRING IT ON」と表記。
  - 『KODA KUMI 15th Anniversary LIVE The Artist』(メドレー)
  - 『KODA KUMI LIVE TOUR 2017 〜W FACE〜』
- 喜びのかけら
  - 『KODA KUMI LIVE TOUR 2017 〜W FACE〜』
- Stand by you
  - 『KODA KUMI LIVE TOUR 2017 〜W FACE〜』
- 好きでして
  - 『KODA KUMI LIVE TOUR 2017 〜W FACE〜』
- What's Up
  - 『KODA KUMI LIVE TOUR 2017 〜W FACE〜』
- Promise you
  - 『KODA KUMI LIVE TOUR 2017 〜W FACE〜』
- My fun
  - 『Koda Kumi Fanclub Tour 〜AND〜』(DNA、ファンクラブ限定盤)
※「My Fun 〜my son version〜」として表記。

W FACE 〜outside〜
- W FACE
  - 『KODA KUMI LIVE TOUR 2017 〜W FACE〜』
- Ultraviolet
  - 『KODA KUMI LIVE TOUR 2017 〜W FACE〜』
  - 『KODA KUMI 20th ANNIVERSARY TOUR 2020 MY NAME IS...』
- Insane
  - 『KODA KUMI LIVE TOUR 2017 〜W FACE〜』
    - 『MY NAME IS...』(ファンクラブ限定盤)

  - 『KODA KUMI Love & Songs 2022』
- Damn real
  - 『KODA KUMI LIVE TOUR 2017 〜W FACE〜』
- Heartless
  - 『KODA KUMI LIVE TOUR 2017 〜W FACE〜』
- Bassline
  - 『KODA KUMI LIVE TOUR 2017 〜W FACE〜』
  - 『billboard classics KODA KUMI Premium Symphonic Concert 2022 @festival hall』(WINGS)
- Bangerang
  - 『KODA KUMI LIVE TOUR 2017 〜W FACE〜』
- Wicked Girls
  - 『KODA KUMI LIVE TOUR 2017 〜W FACE〜』
- Cupcake
  - 『KODA KUMI 15th Anniversary LIVE The Artist』
※「Cup cake」として表記。
  - 『KODA KUMI LIVE TOUR 2017 〜W FACE〜』